# Leadville
Leadville és una població dels Estats Units, seu del comtat de Lake, a l'estat de Colorado. Segons el cens del 2005 tenia 2.688 habitants.

## Demografia
Segons el cens del 2000, Leadville tenia 2.821 habitants, 1.253 habitatges, i 675 famílies. La densitat de població era de 1.027,5 habitants per km².
Dels 1.253 habitatges en un 24,7% hi vivien nens de menys de 18 anys, en un 40,7% hi vivien parelles casades, en un 8,5% dones solteres, i en un 46,1% no eren unitats familiars. En el 35% dels habitatges hi vivien persones soles el 9,2% de les quals corresponia a persones de 65 anys o més que vivien soles. El nombre mitjà de persones vivint en cada habitatge era de 2,23 i el nombre mitjà de persones que vivien en cada família era de 2,91.
Per edats la població es repartia de la següent manera: un 21,1% tenia menys de 18 anys, un 12,1% entre 18 i 24, un 34,4% entre 25 i 44, un 22% de 45 a 60 i un 10,4% 65 anys o més.
L'edat mediana era de 34 anys. Per cada 100 dones de 18 o més anys hi havia 107,8 homes.
La renda mediana per habitatge era de 36.714 $ i la renda mediana per família de 44.444 $. Els homes tenien una renda mediana de 28.125 $ mentre que les dones 23.512 $. La renda per capita de la població era de 20.607 $. Entorn del 9,1% de les famílies i el 13,3% de la població estaven per davall del llindar de pobresa.

## Poblacions més properes
El següent diagrama mostra les poblacions més properes.